# Elecciones presidenciales de Paraguay de 1943
La elección para la designación de Presidente de la República por el período 1943-1948 fueron los comicios que reemplazaron a las elecciones generales que debían efectuarse en 1943.
Los electores debían votar al sucesor de José Félix Estigarribia, el presidente provisorio Higinio Morínigo, para el siguiente período constitucional. El General Morínigo se presentó como único candidato elegible en las urnas, por lo que ganó sin oposición.
Las votaciones se llevaron a cabo del 16 de enero hasta el 14 de febrero de 1943.